# Giulia Mastalli
Giulia Mastalli (Livorno, 23 ottobre 1992) è una calciatrice italiana, di ruolo attaccante.

## Palmarès
- Campionato italiano di Serie B: 1

Empoli: 2016-2017